# مجلة إنترفايرولوجي الطبية
إنترفايرولوجي (بالإنجليزية: Intervirology)‏ هي مجلة طبية نصف شهرية تتم مراجعتها من قبل المختصين في علم الفيروسات وتغطي جميع جوانب هذا العلم، خاصة فيما يتعلق بفيروسات الحيوانات. تأسست في عام 1973 وتم نشرها من قبل Karger Publishers. رئيس تحريرها هو جان كلود مانوجويرا.

## التاريخ
تأسست المجلة في عام 1973 من قبل جي إل ملنيك باسم مجلة شعبة علم الفيروسات التابع للاتحاد الدولي لجمعيات الميكروبيولوجية. وفي عام 1982، نشرت ورقة تقدم أول وصف تصنيفي لفيروس إيبولا في الفيروسات الخيطية.

## التلخيص والفهرسة
يتم تلخيص وفهرسة المجلة في
- مدلاين/ ببمد
- مؤشر الاقتباس العلمي
- Excerpta Medica
- دائرة المستخلصات الكيميائية
- Biological Abstracts
- سكوبس
- المحتويات الحالية (قاعدة بيانات)

وفقًا لتقارير الاستشهاد بالمجلات الأكاديمية، فإن للجريدة عامل تأثير لعام 2013 يبلغ 1.773.